# Changxuganma
Changxuganma (kinesiska: 长须干马乡, 长须干马) är en socken i Kina. Den ligger i provinsen Sichuan, i den sydvästra delen av landet, omkring 530 kilometer nordväst om provinshuvudstaden Chengdu. Antalet invånare är 2 968. Befolkningen består av 1 423 kvinnor och 1 545 män. Barn under 15 år utgör 33 %, vuxna 15-64 år 58 %, och äldre över 65 år 7,0 %.
Genomsnittlig årsnederbörd är 793 millimeter. Den regnigaste månaden är juni, med i genomsnitt 180 mm nederbörd, och den torraste är december, med 3 mm nederbörd.